# Henryk Arctowski
Henryk Arctowski (uttalas [ˈxɛnrɨk art͡sˈtɔfskʲi]), född 15 juli 1871 i Warszawa, död 21 februari 1958 i Washington, D.C., var en polsk vetenskapsman och upptäcktsresande.  
Arctowski var en av de första som övervintrade i Antarktis, och han blev en internationellt erkänd meteorolog. Efter det första världskriget verkade han för Polens självständighet. 
Många geografiska landmärken är uppkallade honom, liksom Polens antarktiska forskningsstation.